# Jerzy Brzęczek
Jerzy Józef Brzęczek, né le 18 mars 1971 à Truskolasy, est un ancien footballeur professionnel polonais. L'ancien manager de l'équipe nationale polonaise revient sur le banc des entraîneurs et prend les rênes de l'équipe Wisła Cracovie, avec laquelle il se battra au niveau de l'Ekstraklasa et dans les compétitions de coupe nationale.

## Biographie
Brzęczek a connu une riche carrière de milieu de terrain d'une vingtaine d'années, entre 1987 et 2009.Il est l'oncle de Jakub Błaszczykowski, joueur du VfL Wolfsburg. La Fédération polonaise de football a annoncé en 2021 le licenciement du sélectionneur Jerzy Brzeczek sans pour autant en expliquer les raisons.

### Carrière de joueur

#### En club
- 1987–1988 :  Raków Częstochowa
- 1988–1992 :  Olimpia Poznań
- 1992–1993 :  Lech Poznań
- 1993–1995 :  Górnik Zabrze
- 1995 :  GKS Katowice
- 1995–1998 :  FC Tirol Innsbruck
- 1998–1999 :  LASK Linz
- 1999–2000 :  Maccabi Haïfa
- 2000–2002 :  FC Tirol Innsbruck
- 2002–2003 :  SK Sturm Graz
- 2003–2004 :  FC Kärnten
- 2004–2007 :  FC Wacker Tirol
- 2007–2008 :  Górnik Zabrze
- 2009 :  Polonia Bytom

#### En sélection nationale
Jerzy Brzęczek compte 42 sélections et 4 buts avec l'Équipe de Pologne entre 1992 et 1999. En 1992, Brzęczek a notamment remporté la Médaille d'argent lors des Jeux olympiques de Barcelone.

### Carrière d'entraineur
- jan. 2009-juin 2009 :  Polonia Bytom (assistant)
- fév. 2010-nov. 2014 :  Raków Częstochowa
- nov. 2014-aout 2015 :  Lechia Gdańsk
- sep. 2015-2017 :  GKS Katowice
- 2017-2018 :  Wisła Płock
- 2018-2021 :  Pologne